# Gare de l’Aiguille
Gare de l’Aiguille – przystanek kolejowy w Bosmie-l’Aiguille, w departamencie Haute-Vienne, w regionie Nowa Akwitania, we Francji. Obecnie jest zarządzany przez SNCF (budynek dworca) i przez RFF (infrastruktura).
Przystanek jest obsługiwany przez pociągi TER Limousin.

## Położenie
Znajduje się na Béziers – Neussargues w km 409,376, pomiędzy stacjami Limoges-Bénédictins i Nexon, na wysokości 233 m n.p.m.

## Linie kolejowe
- Limoges – Périgueux